# Tim Moeseritz
Tim Moeseritz (* 26. Juli 1960) ist ein deutscher Schauspieler und Synchronsprecher.

## Leben
Moeseritz kam im Jahr 1960 in Deutschland zur Welt. Er absolvierte seine Schauspielausbildung an der Hochschule für Schauspielkunst „Ernst Busch“ Berlin.
Bekannt ist er als deutsche Stimme des Schauspielers Tom Kiesche. Moeseritz ist häufig als Synchronsprecher unterwegs. So sprach er unter anderem Kataras und Sokkas Vater Hakoda in der Serie Avatar – Der Herr der Elemente und Jackson in der Serie American Dad.

## Synchronisation (Auswahl)
- seit 2005: American Dad
- 2005–2008: Avatar – Der Herr der Elemente
- 2011: Angry Boys
- 2012: NYC 22
- 2013: Inuk
- 2016: Survival Game für Wjatscheslaw Wjatscheslawowitsch Rasbegajew
- 2016: Attack on Titan
- 2017–2025: Officer Dminique Luca in S.W.A.T. (Fernsehserie)
- 2018: Der ägyptische Spion, der Israel rettete (The Angel) als Judah Hornstein
- 2022: Der Herr der Ringe: Die Ringe der Macht als Kanzler Pharazôn
- 2024: Beverly Hills Cop: Axel F für John Ashton als Chief John Taggart

## Hörspiele
- 2010: Albert Camus: Die Pest (Dreiteiler) – Regie: Frank-Erich Hübner